# لی کالینز (بازیکن فوتبال، زاده۱۹۸۸)
لی کالینز (انگلیسی: Lee Collins; ۲۸ سپتامبر ۱۹۸۸ – ۳۱ مارس ۲۰۲۱) بازیکن فوتبال اهل بریتانیا بود.
از باشگاه‌هایی که در آن بازی کرده‌است می‌توان به باشگاه فوتبال منزفیلد تاون، باشگاه فوتبال بارنزلی، باشگاه فوتبال ولورهمپتون واندررز، باشگاه فوتبال نورث‌همپتون تاون، باشگاه فوتبال پورت ویل، باشگاه فوتبال هرفورد یونایتد، و باشگاه فوتبال شروزبری تاون اشاره کرد.